# Gordon Sheer
Gordon Sheer detto Gordy (White Plains, 9 giugno 1971) è un ex slittinista statunitense.

## Biografia
Esordì in Coppa del Mondo nella stagione 1991/92, conquistò il primo podio il 28 febbraio 1993 nel doppio a Lake Placid (3°) in coppia con Christopher Thorpe, con il quale ha condiviso anche tutti i suoi successivi risultati nella specialità biposto, e la prima vittoria il 12 febbraio 1995 sempre nel doppio a Sigulda. Trionfò in classifica generale nella specialità del doppio nell'edizione del 1996/97.
Prese parte a tre edizioni dei Giochi olimpici invernali, esclusivamente nel doppio: ad Albertville 1992 concluse al quindicesimo posto, a Lillehammer 1994 giunse quinto ed a Nagano 1998 conquistò la medaglia d'argento.
Ai campionati mondiali ottenne due medaglie d'argento nel doppio, a Lillehammer 1995 e ad Altenberg 1996.
Si ritirò dalle competizioni al termine della stagione 1999/00.

## Palmarès

### Olimpiadi
- 1 medaglia:
  - 1 argento (doppio a Nagano 1998).

### Mondiali
- 2 medaglie:
  - 2 argenti (doppio a Lillehammer 1995; doppio ad Altenberg 1996).

### Coppa del Mondo
- Vincitore della Coppa del Mondo nella specialità del doppio nel 1996/97.
- 25 podi (tutti nel doppio):
  - 4 vittorie;
  - 9 secondi posti;
  - 11 terzi posti.

#### Coppa del Mondo - vittorie
| Data             | Luogo     | Paese    | Disciplina                    |
| ---------------- | --------- | -------- | ----------------------------- |
| 12 febbraio 1995 | Sigulda   | Lettonia | Doppio con Christopher Thorpe |
| 1º dicembre 1996 | Sigulda   | Lettonia | Doppio con Christopher Thorpe |
| 15 dicembre 1996 | Altenberg | Germania | Doppio con Christopher Thorpe |
| 22 dicembre 1996 | Königssee | Germania | Doppio con Christopher Thorpe |